# فرنسيس سكوت فيتسجيرالد
فرنسيس سكوت كي فيتسجيرالد (بالإنجليزية: Francis Scott Key Fitzgerald) (24 سبتمبر 1896-21 ديسمبر 1940) مؤلف أمريكي للروايات والقصص القصيرة تعد كتاباته نموذجًا مثاليًا لكتابات عصر الجاز، وهو المصطلح الذي صاغه بنفسه. كما يعد أحد أعظم الكتاب الأمريكيين في القرن العشرين. كما يعتبر فيتزجيرالد عضوا في «الجيل الضائع» للعشرينيات. كتب أربع روايات: هذا الجانب من الجنة والجميلة والملعون وغاتسبي العظيم والليلة الناعمة، إضافة إلى خامسة لم تكتمل وهي حب التاجر الأخير، والتي نشرت بعد وفاته. كما كتب أيضًا العديد من القصص القصيرة التي تعالج موضوعات الشباب وتقدم العمر واليأس. كما مثلت رواياته في أفلام سينيمائية أشهرها غاتسبي العظيم عام 2013.

## نشأته
وُلد فيتسجيرالد عام 1896 في سانت بول، مينيسوتا، لعائلة من الطبقة الوسطى الميسورة، وسُمي تيمنًا باسم ابن عمه الثاني، من الدرجة الثالثة من جهة والده، الشهير فرنسيس سكوت كي (كاتب كلمات النشيد الوطني الأمريكي)، إلا أنه كان يُعرف دائمًا باسم سكوت فيتسجيرالد. سُمي أيضًا باسم شقيقته المتوفاة لويز سكوت فيتسجيرالد، وهي واحدة من أختين وتوفيت قبل ولادته بوقت قصير. كتب عند بلوغه: «حسنًا، قبل ثلاثة أشهر من ولادتي، فقدت والدتي طفليها الآخرَين... أعتقد أني بدأت حينها بأن أصبح كاتبًا».
كان والده إدوارد فيتسجيرالد من أصل أيرلندي وإنجليزي، وانتقل من ولاية ماريلاند إلى سانت بول بعد الحرب الأهلية الأمريكية، وكان يُوصف بأنه «على قدر من النُبل والتهذيب والأخلاق الجنوبية العالية». والدته ماري «مولي» ماكويلان فيتسجيرالد، وهي ابنة مهاجر أيرلندي كان قد جمع ثروته من تجارة البقالة بالجملة. في عام 1865، شُنقت ابنة عم إدوارد فيتسجيرالد الأولى من الدرجة الأولى ماري سورات بسبب تآمرها وتخطيطها لاغتيال الرئيس الأمريكي أبراهام لينكون.
أمضى سكوت فيتسجيرالد العقد الأول من طفولته بشكل أساسي في بوفالو، نيويورك، وأحيانًا في ولاية فيرجينيا الغربية (في الفترتين 1898-1901 و1903-1908)، حيث عمل والده لصالح شركة بروكتر وغامبل، ولفترة قصيرة في مدينة سيراكيوز، نيويورك، (ما بين يناير عام 1901 وسبتمبر عام 1903). امتلك إدوارد فيتسجيرالد في وقت سابق محلًا لبيع الأثاث، لكنه انضم إلى شركة بروكتر وغامبل بعد أن باءت تجارته بالفشل. أرسل والدا فيتسجيرالد الكاثوليكيان ابنهما إلى مدرستين كاثوليكيتين على الجانب الغربي من مدينة بوفالو، أولًا إلى دير الملائكة المقدسة (1903-1904، أصبحت الآن مهجورة)، ثم إلى أكاديمية ناردين (1905-1908). كشفت سنوات نشأته وتكوينه في بوفالو عن ذكائه الاستثنائي في طفولته وعن إلمامه الشديد والمبكر بالأدب. حرصت والدته الشغوفة أن يستفيد ابنها من جميع مزايا النشوء والتربية في الطبقة الوسطى ميسورة الحال. سمحت تبرعات عمتها وميراثها للعائلة بالعيش حياةً رغيدة. وفي نمط أبوّة غير مألوف، كان فيتسجيرالد يرتاد مدرسة دير الملائكة المقدسة بترتيب يتسم بالغرابة، إذ كان يذهب لمدة نصف يوم فقط؛ وكان يُسمح له أن يختار أي نصف يريد الذهاب فيه.

## روابط خارجية
- فرنسيس سكوت فيتسجيرالد على موقع IMDb (الإنجليزية)
- فرنسيس سكوت فيتسجيرالد على موقع الموسوعة البريطانية (الإنجليزية)
- فرنسيس سكوت فيتسجيرالد على موقع ألو سيني (الفرنسية)
- فرنسيس سكوت فيتسجيرالد على موقع ميوزك برينز (الإنجليزية)
- فرنسيس سكوت فيتسجيرالد على موقع أول موفي (الإنجليزية)
- فرنسيس سكوت فيتسجيرالد على موقع قاعدة بيانات برودواي على الإنترنت (الإنجليزية)
- فرنسيس سكوت فيتسجيرالد على موقع قاعدة بيانات الأفلام السويدية (السويدية)
- فرنسيس سكوت فيتسجيرالد على موقع إن إن دي بي (الإنجليزية)
- فرنسيس سكوت فيتسجيرالد على موقع ديسكوغز (الإنجليزية)
- فرنسيس سكوت فيتسجيرالد على موقع قاعدة بيانات الفيلم (الإنجليزية)